# Djema al-Fna
Djema al-Fna (arabisk: جامع الفناء jâmiʻ al-fanâʼ) er et torv og en markedsplads i Marrakechs gamle bydel (medina). Navnets oprindelse er uvis; det kunne betyde De dødes forsamling på arabisk, men da ordet djema også betyder moske på arabisk, er det også muligt at det betyder den forsvundne moskes plads med henvisning til en almoravidisk moske, som blev ødelagt.
Pladsen er den vigtigste i Marrakech og benyttes af både lokale og turister. Om dagen indtages den hovedsageligt af boder med appelsinjuice, unge mennesker med berberaber i lænker, vandsælgere i farverige kostumer med traditionelle vandposer af læder og messingbægre samt slangetæmmere, som poserer for turisternes kameraer. Senere på dagen ændrer udbuddet af underholdning sig, slangetæmmerne forsvinder, og om eftermiddagen og hen ad aftenen bliver pladsen endnu fuldere af mennesker, herunder dansende Chleuh-drenge (det ville være mod skik og brug at lade piger tilbyde denne form for underholdning), historiefortællere (som fortæller på berbisk eller arabisk over for et publikum af interesserede lokale), tryllekunstnere og omvandrende handelsmænd med traditionel medicin. Når mørket falder på, fyldes pladsen med et væld af madboder, og menneskemængden er på sit højeste.
Op til pladsens ene side grænser Marrakechs souk, det traditionelle nordafrikanske markedskvarter, som både sørger for bybefolkningens daglige forbrug og handlen med turister. Til pladsens andre sider ligger der terrasserede caféer, hvor man kan flygte fra støjen og mylderet nede på pladsen, ligesom der ligger diverse hoteller og haveanlæg. Rundt om pladsen er der ligeledes snævre gader som fører ind i medinaens gyder. På billedet ses indgangen til souk-markedet til venstre, caféer midt på pladsen og til højre indgangen til medinaen via Olivens gade (derb al zitoun).
Pladsen var førhen en busstation, men blev lukket for trafik i starten af 2000'erne. Myndighederne er klar over hvor vigtig pladsen er for turisthandlen, og en stærk, men diskret polititilstedeværelse sikrer de besøgendes sikkerhed.

## Diverse
- Pladsen forekommer i Alfred Hitchcocks film Manden der vidste for meget (1956).
- I Esther Freuds roman Hideous Kinky findes der en interessant fremstilling af pladsen i 1970'erne.
- Jimmy Page og Robert Plant optog nogle sange og deres dvd "No Quarter – Unledded" på pladsen.

## Eksterne links
- A Night at Djemaa El-Fna – en artikel på engelsk med masser af fotos i god kvalitet Arkiveret 16. februar 2008 hos  Wayback Machine

- Artikel om Djema al-Fna fra rejsehåndbogen Marrakech Holiday Guide. Arkiveret 7. januar 2017 hos  Wayback Machine